# كائنات القاع
تعتبر «الميوفونا» كائنات لافقارية قاعية تعيش في كلٍ من بيئة المياه المالحة والعذبة. ويصف المصطلح «ميوفونا» بصورة شاملة مجموعة من الكائنات التي يعتبر حجمها أكبر من الكائن المجهري وأصغر من الكائن العياني وليس الاندراج ضمن مجموعة تصنيفية. ومن الناحية العملية، فإن تلك الكائنات يمكن أن تمر من خلال شبكة تبلغ 1 مم ولكن يمكن احتجازها بشبكة 45 ميكرومتر، إلا أن الأبعاد الفعلية تختلف من باحث لآخر. وإذا ما كان سيمر كائن من خلال شبكة 1 مم يعتمد أيضًا على إذا ما كان حيًا أم ميتًا أثناء التصنيف.
وقد صاغ مار مصطلح كائنات القاع للمرة الأولى عام 1942، إلا أن الكائنات التي تناسب فئة الميوفونا خضعت للدراسة منذ القرن الثامن عشر. ومن الدراسات الشاملة حول الميوفونا دراسة Introduction to the study of meiofauna (مقدمة لدراسة الميوفونا) التي ألفها هيجنز وثيل عام (1988).

## جمع كائنات القاع
توجد الميوفونا غالبًا في البيئات الترسبية غالبًا في كلٍ من بيئة المياه المالحة والعذبة، بداية من المياه الساحلية إلى الأعماق. ويمكن العثور عليها أيضًا على الطبقات الصلبة التي تعيش على الـطحالب، البيئة النباتية، واللافقاريات اللاساقية (الحيوانات البحرية العالقة بالصخور، بلح البحر القاعي، وما غير ذلك).

### مناهج تصنيف العينات

خطّاف فان فين

يعتمد تصنيف عينات كائنات القاع بوضوح على البيئة وإذا ما احتاج الباحثون لعينات كمية أو كيفية. وتعتمد المنهجية أيضًا في البيئة الترسبية على التشكيل المادي للرواسب. ويمكن استعمال دلو ومجرفة لأخذ العينات من المناطق الساحلية لكل من الرواسب الخشنة والناعمة. وينبغي استعمال بعض أنواع الخطافات مثل (خطاف فان فين لأخذ العينات) في المناطق تحت الساحلية والمياه العميقة، ويمكن استعمال شبكة رفيعة تبلغ (نحو 0.25 مم أو أقل).
وينصح المتخصصون باستعمال مجموعة متنوعة من أدوات أخذ العينات للحصول على العينات الكمية من البيئة الترسبية في جميع الأعماق. والأبسط من هذا استعمال محقنة بلاستيكية بنهاية معزولة تشكل آلة مكبس والتي يمكن استخدامها في المناطق الساحلية أو المناطق تحت الساحلية بواسطة استعمال معدات الغوص. وبصورة عامة، كلما كانت المياه أعمق، أصبحت عملية
أخذ العينة أكثر تعقيدًا. ولأخذ عينة الميوفونا من الطبقات الصلبة والبيئات النباتية والطفيلية فإن المنهجية العملية الوحيدة قطع أو كشط قطعة أرض معلومة من الطبقات ووضعها في حقيبة بلاستيكية.

### مناهج الاستخراج
يوجد العديد من أساليب الاستخراج المتنوعة للميوفونا من العينات من المناطق التي توجد فيها بناءً على إذا ما كان يُحتاج لعينات حية أو محدودة. وينبغي على من يقوم باستخراج الميوفونا التعامل مع العديد الضخم من الأنواع التي تعلق أو تلتصق بالطبقات السفلية عند تحريكها. ولدفع الميوفونا على نشر مقبضها يوجد ثلاث منهجيات متاحة.
الأولى والأبسط هي الصدمة التناضحية والتي يحققها غمر العينة في ماء عذب (وبوضوح فإن هذا الأسلوب يناسب عينات المياه المالحة) لثوانٍ قليلة. فيؤدي هذا لصدور الكائنات ثم يتم تحريرها من الطبقات السفلى وترشيحها من خلال شبكة 45 ميكرومتر ثم إعادتها على الفور إلى مياه مالحة مرشحة حديثًا. ويمكن الحصول على الكثير من الكائنات السليمة من خلال هذه العملية شريطة ألّا يطول وقت الصدمة التناضحية.
وأما الطريقة الثانية فهي استعمال مخدر. والمحلول الأنسب الذي يستخدمه علماء الكائنات القاعية هو ماجنيسيوم كلورايد متساوي التوتر (7.5 جم ماجنيسيوم كلورايد 2 • 6H2O في 100 ملي مياه معقمة). فيتم وضع العينة في المحلول متساوي التوتر وتترك لمدة 15 دقيقة ثم يتم تحريك الميوفونا لتصدر عن الطبقة ثم يتم الحصول عليها بشبكة ترشيح 45 ميكرومتر ثم إعادتها على الفور إلى مياه مالحة مرشحة حديثًا.
وأما الطريقة الثالثة فهي طريقة أوليج لتقنية ثلج المياه المالحة. وتعتمد هذه المنهجية على انتقال الكائنات لمقدمة ثلج المياه المالحة الذي ينتقل خلال العينة مما يدفعها في النهاية إلى خارج الرواسب. وتعتبر أكثر الطرق تأثيرًا على العينات المأخوذة من مناطق الحرارة المرتفعة والمناطق الاستوائية.
وبالنسبة للدراسات الكبيرة التي تحتاج عددًا ضخمًا من العينات التي تجمع بالتزامن؛ يتم الاحتفاظ بالعينات طبيعيًا في محلول فورمالين 10% ثم يتم استخراج الميوفونا في وقت لاحق. توجد منهجيتان رئيسيتان للاستخراج. الأولى هي «الإبانة» والتي تناسب جدًا الرواسب الخشنة. حيث تتحرك العينات في مياه كثيرة فيسمح باستقرار الرواسب وترشيح الميوفونا. وأما المنهجية الثانية فهي «تقنية الطفو» والتي تناسب الرواسب الناعمة بصورة أفضل حيث توجد جزيئات كتل الرواسب ملاصقة للميوفونا. وأفضل الحلول التي يعتمد عليها استعمال سيليكا غروانية LudoxTM. فيتم تحرك العينة في محلول Ludox ثم تركه للاستقرار لمدة 40 دقيقة ثم بعد ذلك يتم ترشيح الميوفونا للحصول عليها. وأما في الرواسب الناعمة، فيتم تحسين فاعلية الاستخراج باستعمال الطرد المركزي. ومن خلال المنهجيتين، ينبغي تكرار عمليات الاستخراج (على الأقل ثلاث عمليات) مع كل عينة لضمان استخراج على الأقل 95% من الكائن.

## تصنيف الميوفونا
بالاعتماد على مخطط نيلسين (2001). تصنيف الميوفونا
يظهر في النص العريض.
- الأوليات
  - المنخريات
  - الهوادب
- البعديات الحقيقية الحيوانية
  - اللاسعات
  - ثنائيات التناظر الثلاثية
    - اللولبيات الفمية
      - المتكاثر بالانشطار
        - المثيعبيات
        - المفصليات
          - الرخويات
            - المفصليات الحقيقية
              - الديدان المقسمة
                - الديدان الحلقية
                - الديدان الحلقية عديدة الأشواك

              - مفصليات الأرجل بطيئات المشي حاملات المخالب
                - حاملات المخالب
                - مفصليات الأرجل
                  - بطيئات المشي
                  - مزدوجات الأرجل
                  - برغوث الماء
                  - القريدس ذو الغطاء
                  - هربكتيكويدا
                  - حمار قبان
                  - قريدس البذري
                  - ميستاكوكارديا
                  - سينكارديا
                  - تنايداسيا
                  - سبانسيا العيون الحارة
                  - هالاكرديا
                  - عناكب البحر
                  - السناكب
                  - حشرة

        - حيوان طحلبي
          - داخليات الشرج
          - طحالب شعبية

        - نسيج أسفنجي
          - ديدان مسطحة (ديدان مسطحة حرة المعيشة)
          - خرطوميات الجوف

        - جناثفيرا
          - دولابية
          - ديدان ذات فك
          - هلبيات الفك

        - انسلاخيات
          - بطنيات الأهداب
          - المنطوية
            - الديدان الأسطوانية
            - سلكيات الشكل
            - سيفالورينكا
              - القضيبيات
              - متحركات الخطم
              - كوسليات

      - ثانويات الفم
        - ديدان حدوية
        - ذراعيات الأرجل
        - نيورينليا
          - جناحيات الخياشيم
          - شوكيات الجلد
          - سرتوتريتا
            - إنتروبنيوستا

        - الحبليات
          - حبليات الذيل
          - نوتوكورداتا

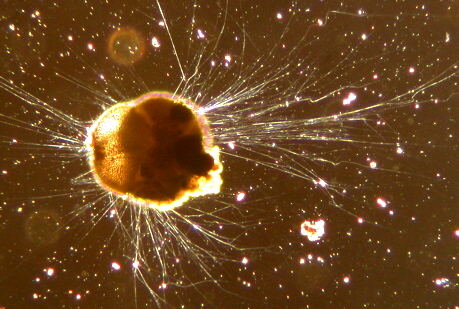
منخريات أمونيا تبيدا (روتاليدا) حية
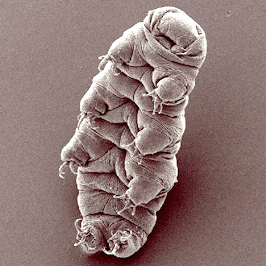
دب المياه هبسيبيوس دوجارديني
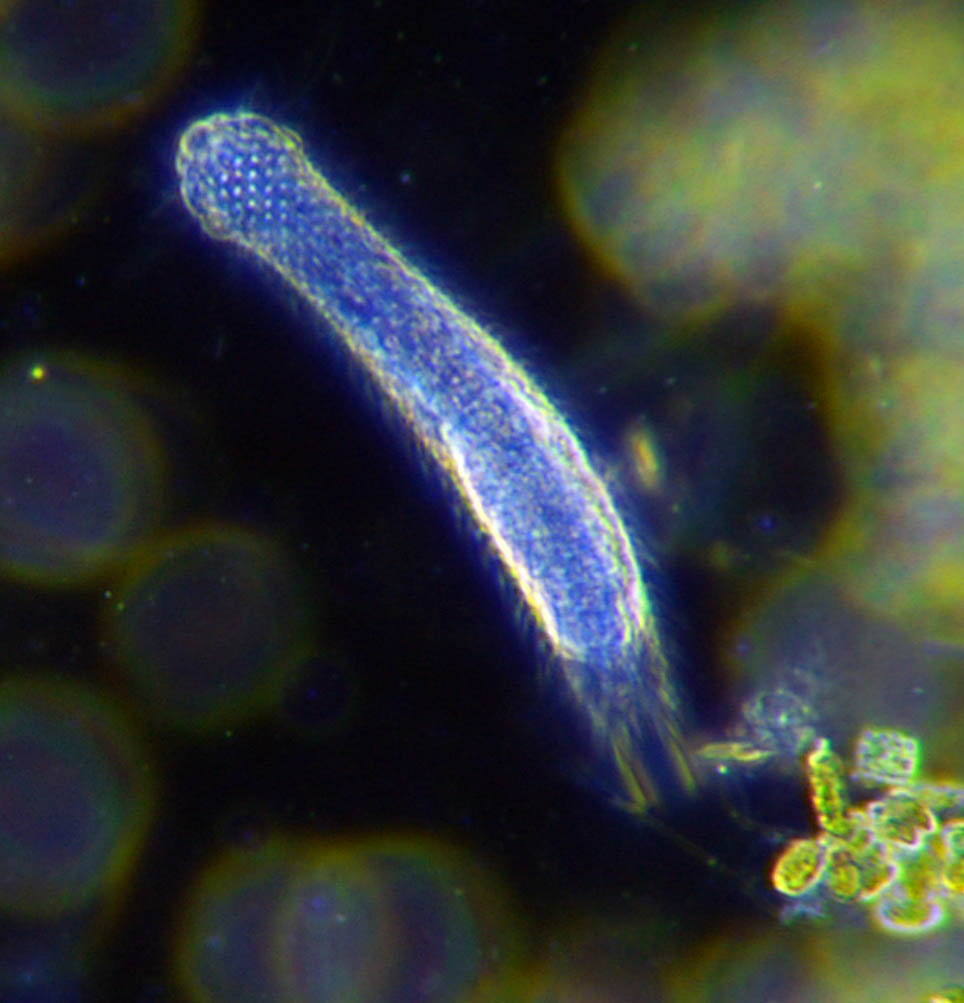
بطنيات الأهداب

## وصلات خارجية
- International Association of Miobenthologists